# Open Pereira 2010
L'Open Pereira 2010, noto anche come Seguros Bolivar Open Pereira per motivi di sponsorizzazxione, è stato un torneo professionistico di tennis maschile giocato sul cemento, che faceva parte dell'ATP Challenger Tour 2010. Si è giocato a Pereira in Colombia dal 12 al 18 aprile 2010.

## Partecipanti

### Teste di serie
| Giocatore | Nazionalità         | Ranking* | Testa di serie |
| --------- | ------------------- | -------- | -------------- |
| Colombia  | Santiago Giraldo    | 83       | 1              |
| Italia    | Paolo Lorenzi       | 90       | 2              |
| Cile      | Paul Capdeville     | 151      | 3              |
| Brasile   | João Souza          | 153      | 4              |
| Argentina | Sebastián Decoud    | 164      | 5              |
| Argentina | Gastón Gaudio       | 170      | 6              |
| Colombia  | Carlos Salamanca    | 177      | 7              |
| Francia   | Alexandre Sidorenko | 188      | 8              |

- Ranking al 5 aprile 2010.

### Altri partecipanti
Giocatori che hanno ricevuto una wild card:
- Carlton Fiorentino
- Gastón Gaudio
- Emilio Gómez
- Eduardo Struvay

Giocatori passati dalle qualificazioni:
- Facundo Bagnis
- Iván Endara
- Juan Sebastián Gómez
- Michael Quintero

Giocatori con uno special exempt: 
- Juan Sebastián Cabal

## Campioni

### Singolare
Santiago Giraldo ha battuto in finale  Paolo Lorenzi con il punteggio di 6–3, 6–3

### Doppio
Dominik Meffert /  Philipp Oswald hanno battuto in finale  Gero Kretschmer /  Alex Satschko con il punteggio di 6(4)–7, 7–6(6), [10–5]